# Ardèche
Ardèche je francouzský departement ležící v regionu Auvergne-Rhône-Alpes. Je pojmenován po řece Ardèche, která protéka jeho jižní částí. Hlavní město je Privas.

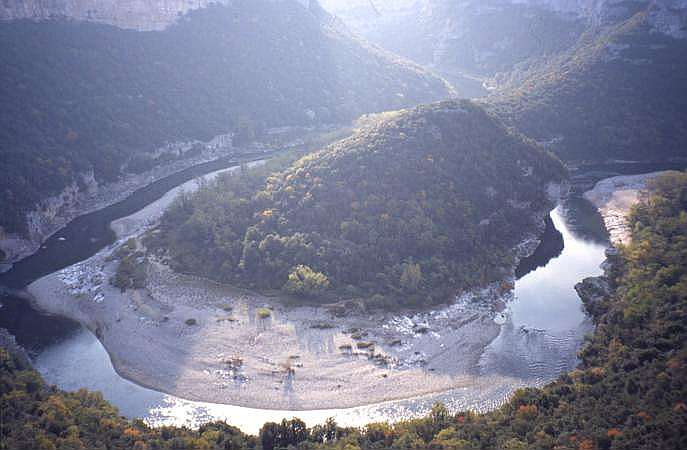
Kar s řekou Ardèche

## Historie
Přibližně odpovídá historickému území Vivarais (náležejícímu do někdejší provincie Languedoc) s hlavním městem Viviers a vivierské diecézi, která hranice departementu přesně kopíruje. Ardèche je jedním z 83 departementů vytvořených během Francouzské revoluce 4. března 1790 aplikací zákona z 22. prosince 1789.